# Para bala

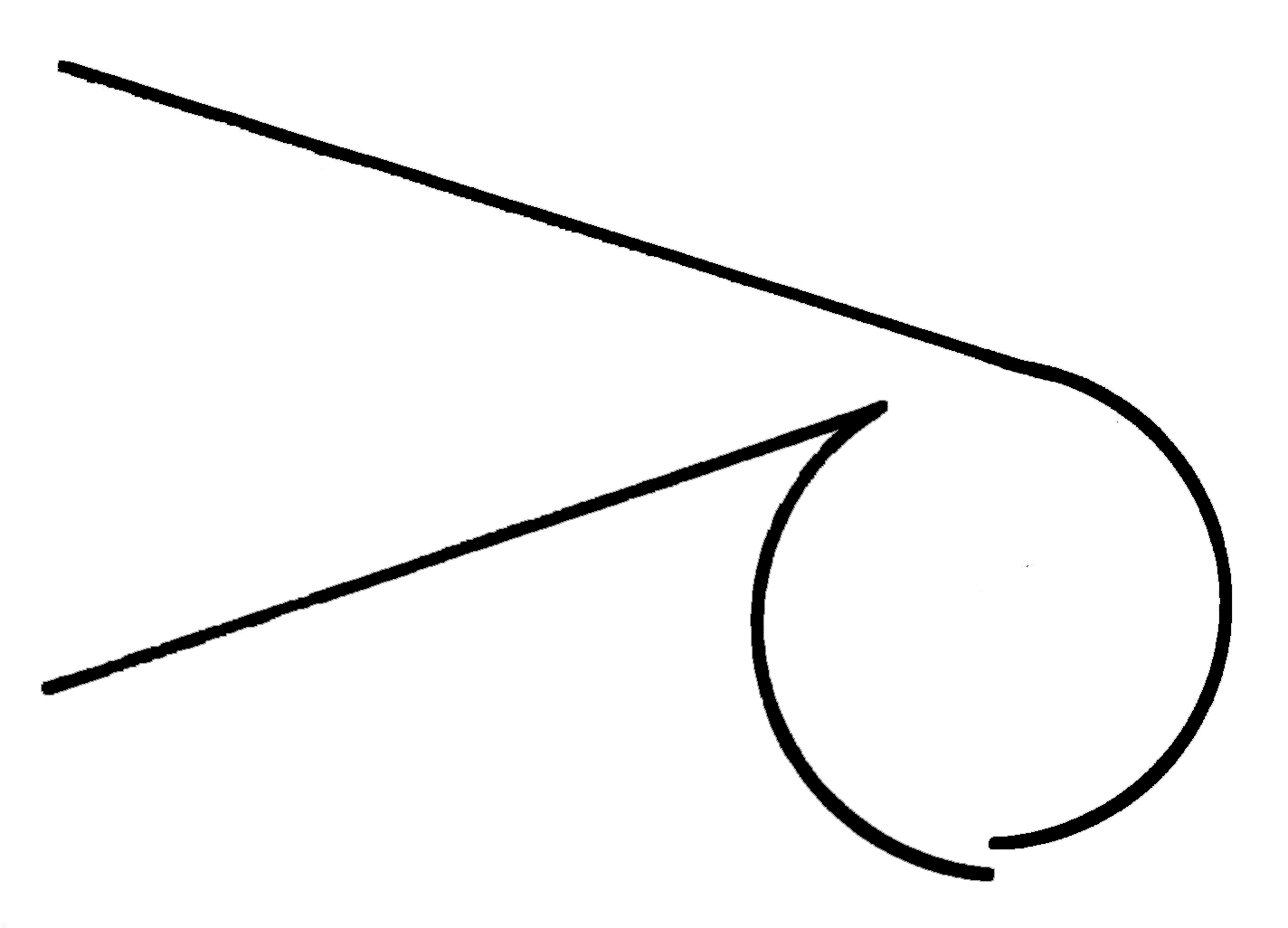
Seção transversal conceitual de um "para bala" de desaceleração. As linhas pretas representando placas de aço: as balas que entram pela esquerda são desviadas para o topo da câmara de desaceleração. As balas são então desviadas no sentido horário ao redor da câmara de desaceleração até que percam energia cinética e caiam no fundo da câmara.

Para bala, é uma designação genérica para um obstáculo físico que visa parar e coletar projéteis disparados em um estande de tiro para evitar penetrações excessivas e "balas perdidas". Os para bala normalmente usam fricção, impacto ou desaceleração gradual para parar as balas.
O para bala também pode fornecer meios para reciclar materiais das balas e/ou evitar a liberação de metais pesados tóxicos (como pó de chumbo de balas fragmentadas) do estande de tiro. Alguns "para bala" incluem um sistema de pressão negativa para filtrar a poeira do ar dentro da zona de impacto e/ou área de captura.

## Tipos

### Por desaceleração
Um para bala por desaceleração prende os projéteis diretamente em uma câmara helicoidal ou circular na qual o projétil deslizará contra a parede curva da câmara até que gradualmente perca velocidade com o atrito e caia para o fundo da câmara, onde pode ser coletado posteriormente. Para uso com várias posições de tiro, a câmara helicoidal frequentemente se assemelha a um tubo horizontal, no qual as balas são direcionadas por placas de aço superior e inferior. A placa superior inclina-se para baixo e a placa inferior inclina-se para cima para uma fenda horizontal na lateral da câmara helicoidal. Alternativamente, algumas armadilhas de desaceleração estreitas para posições de tiro simples empregam placas verticais para direcionar as balas para uma câmara de desaceleração helicoidal semelhante a um tubo vertical de onde as balas gastas saem da extremidade inferior. Versões leves adequadas para capturar chumbos de armas de ar comprimido são frequentemente usadas por trás de sistemas de pontuação eletrônicos em distâncias configuradas para eventos de armas de ar comprimido ISSF de 10 metros. As inclinações da placa são rasas (cerca de 18 °), então as balas podem ser desviadas relativamente intactas em vez de desintegradas com o impacto. Algumas armadilhas de desaceleração usam um revestimento de óleo e / ou água para reduzir o atrito e capturar a poeira.

### Por impacto

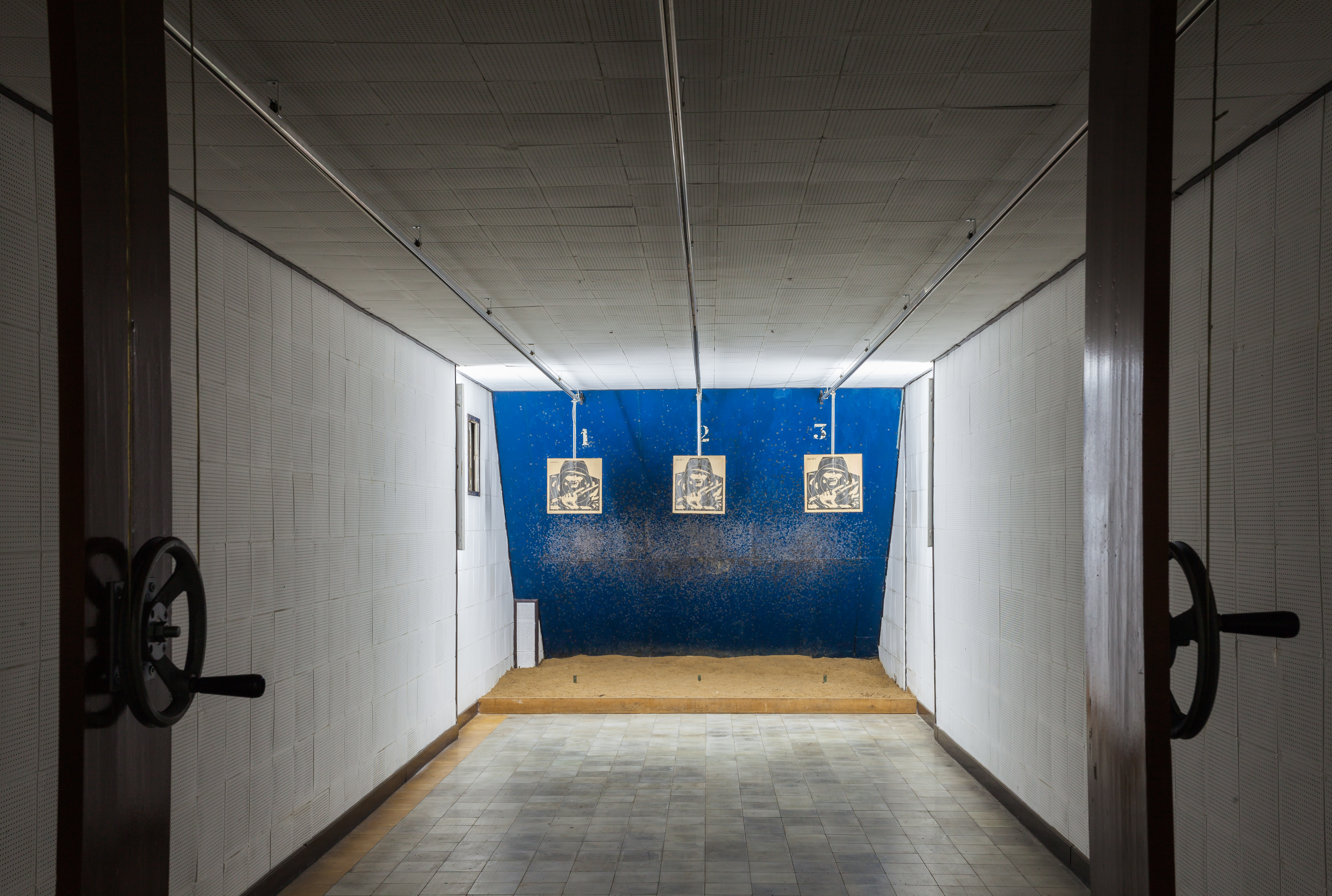
Um estande de tiro com defletor direcionando os ricochetes para uma caixa de areia no chão na área próxima à linha de alvos.

Um para bala por impacto normalmente usa placas de aço de 500 Brinell verticais ou em ângulo com pelo menos 9,5 mm (3⁄8 pol.) De espessura para cartuchos de fogo central. A espessura da placa de 0,16–0,24 polegadas (4–6 mm) pode ser adequada para munição de fogo circular. Placas inclinadas desviam as balas para baixo na areia, água ou algum outro material de captura; mas o ângulo da placa é freqüentemente inclinado o suficiente para desintegrar amplamente a bala no impacto inicial, e as balas devem se desintegrar ao atingir as placas verticais para evitar ricochetes perigosos para trás. A proteção do atirador para posições de tiro dentro de 25 metros (82 pés) da placa de impacto pode exigir uma cortina anti-respingo de Linatex® ou material de autocura similar pendurada na frente da placa para conter quaisquer fragmentos de “back splash”, bem como pó. As balas de rifle podem ser parcialmente derretidas pela energia do impacto da bala. O borrifo de metal fundido pode solidificar como pó, e balas de chumbo moles geralmente deixam uma mancha de chumbo ao atingir a placa de aço. O metal já atingido pode ser convertido em pó adicional no ar pelo impacto subsequente de uma bala.
A popularidade das instalações de placas verticais para pistas de tiro internas é em grande parte devido à sua retenção mínima em comparação com areia, anteparos de bala granulares ou helicoidais e pode consumir menos de 1 pé (30 cm) do comprimento disponível de uma sala - compreendendo a espessura da placa de aço, a espessura da cortina anti-respingo e 10 a 11 polegadas de entreferro. No entanto, placas de aço inclinadas tendem a se desgastar menos rapidamente - particularmente em alvos de precisão, onde alvos fixos resultam em fogo sendo concentrado em pequenas áreas. Em tais casos, pequenas placas inclinadas ou placas de desgaste verticais de sacrifício podem ser colocadas atrás dos alvos como a anteparo de bala principal, enquanto uma grande placa vertical cobre o resto da parede como a zona de defesa para receber tiros errados. As placas pequenas podem ser facilmente trocadas com a frequência necessária, enquanto a parede traseira principal precisará de pouca manutenção devido a impactos esparsos ocasionais.

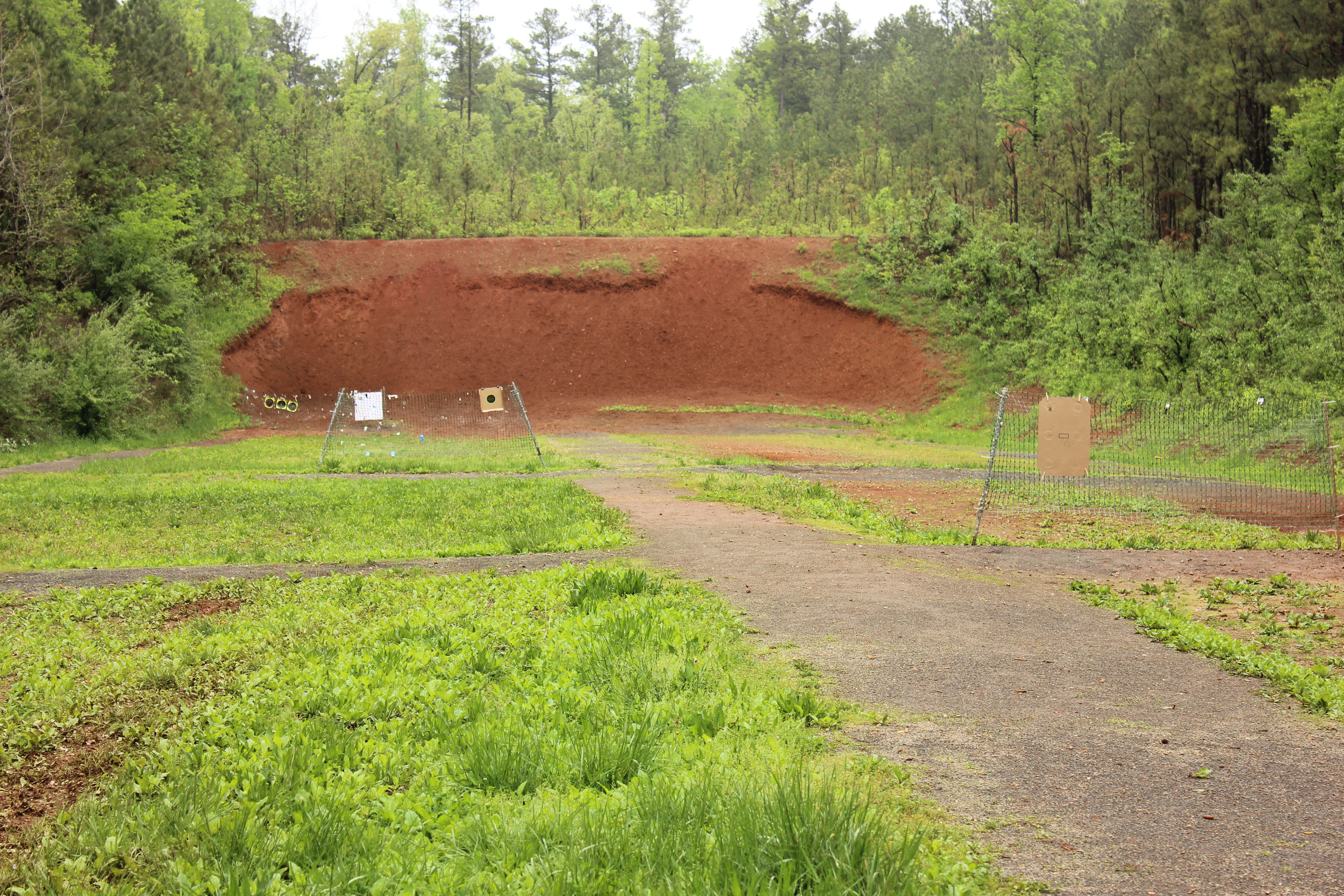
Anteparo de balas de terra.

### Por fricção
Para balas por fricção diminuem a velocidade das balas e as capturam com mais suavidade do que as placas de aço. Isso permite uma captura mais eficaz de contaminantes e reduz a produção de poeira, bem como permite a captura de projéteis de maior energia que desgastariam uma barreira de impacto muito rapidamente e exigiriam níveis antieconômicos de manutenção. A forma mais comum de anteparo de fricção é uma berma de material granular, como areia; terra ou borracha granulada. Em algumas circunstâncias, uma parede de dormentes, pneus de veículos intactos ou blocos de concreto atenuante (SACON) ou outros materiais proprietários podem ser usados. SACON é um concreto reforçado com fibra que substitui o agregado de cascalho por grânulos de poliestireno expandido.
Para eventos de tiro da ISSF de 50 metros, anteparos de bala individuais compreendendo uma caixa de metal cheia de rebarbas de plástico são frequentemente usados por trás dos sistemas de pontuação eletrônicos usados para tais eventos. Esses sistemas requerem menos espaço do que bermas de terra, embora sejam mais silenciosos do que barreiras de impacto ou desaceleração de aço, o que pode ser uma consideração significativa para complexos urbanos ao ar livre. Anteparos de bala individuais desta natureza normalmente seriam apoiadas por uma parede de concreto para proteger contra descargas negligentes ou falhas mecânicas que fazem com que uma bala erre o alvo por completo, mas que não deve ser atingida durante o curso normal de tiro. Os pneus de veículos intactos geralmente são adequados apenas para projéteis de alta energia que penetram facilmente em sua superfície. Balas de revólver e chumbos de espingarda podem ricochetear de volta. Borracha granulada (geralmente de pneus triturados) é um material de captura conveniente do qual as balas podem ser separadas pela gravidade durante a agitação pelo impacto subsequente da bala.